# Seleneto de manganês(II)
Seleneto de manganês(II) é um composto inorgânico de fórmula química MnSe. 
O seleneto de manganês(II) (MnSe) é um composto inorgânico que tem sido objeto de estudo devido às suas propriedades semicondutoras e magnéticas. Essas características tornam o MnSe relevante em diversas aplicações tecnológicas e científicas.
Propriedades e Estrutura
O MnSe cristaliza em uma estrutura cúbica, semelhante à do cloreto de sódio, onde os íons Mn²⁺ e Se²⁻ estão dispostos alternadamente em uma rede tridimensional. Essa configuração contribui para suas propriedades eletrônicas e magnéticas.

## Aplicações e Exemplos de Uso
1. Materiais Semicondutores: Devido às suas propriedades semicondutoras, o seleneto de manganês(II) é estudado para aplicações em dispositivos eletrônicos e ópticos. Por exemplo, em células solares e fotodetectores, onde a capacidade de absorver luz e converter em energia elétrica é essencial.
2. Pesquisa em Materiais Magnéticos: O MnSe é utilizado em estudos de materiais magnéticos devido às suas propriedades de ordenamento magnético. Pesquisas investigam seu comportamento em temperaturas variadas para possíveis aplicações em dispositivos de armazenamento de dados e spintrônica.
3. Síntese de Nanopartículas: A síntese de nanopartículas de seleneto de manganês(II) tem sido explorada para aplicações em biomedicina, como agentes de contraste em imagens por ressonância magnética, devido às suas propriedades magnéticas únicas.

Considerações de Segurança
Ao manusear compostos de selênio, como o MnSe, é crucial adotar medidas de segurança adequadas, pois alguns compostos de selênio podem ser tóxicos. É recomendável o uso de equipamentos de proteção individual e a manipulação em ambientes com ventilação apropriada. 
1. ↑  «Química do Manganês (Mn)»
2. ↑  «About Manganese(II) Selenide»
3. ↑  «Elemento Químico – Manganês»
4. ↑  «Quimica do Manganês (Mn)»